# قاچاق حیات وحش

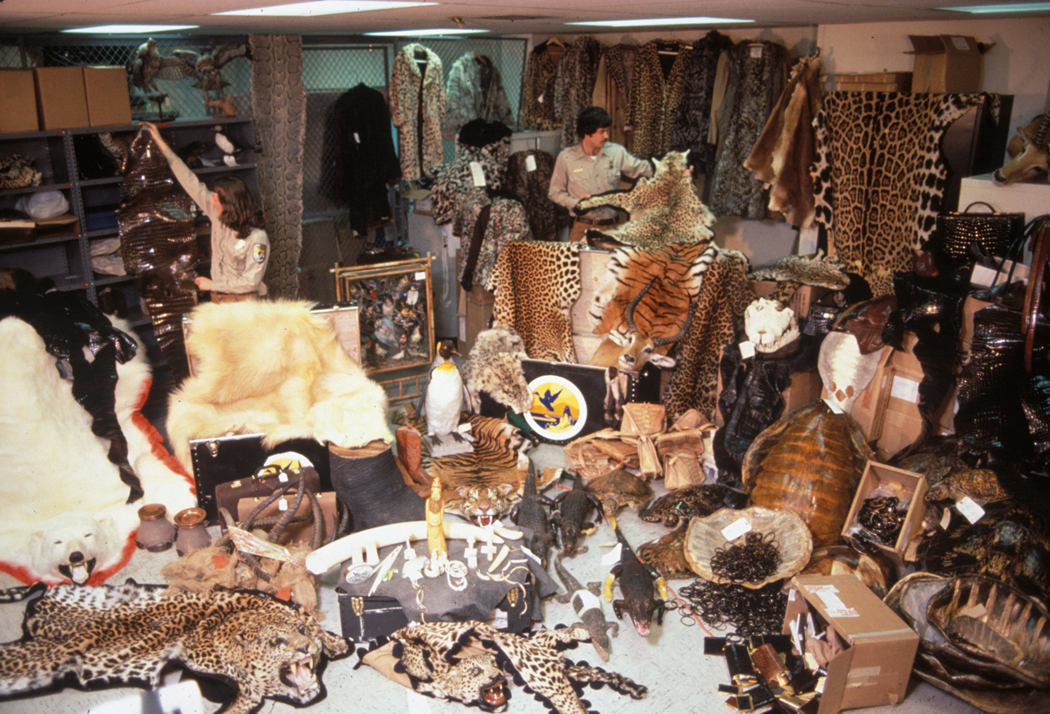
محصولات حیات وحش مصادره شده در فرودگاه JFK

قاچاق حیات وحش (به انگلیسی: Wildlife smuggling) شامل جمع‌آوری، حمل و نقل و پخش غیرقانونی جانوران و فرآورده‌های آنها است. این کار می‌تواند در سطح بین‌المللی یا محلی انجام شود. برآوردها از پول تولیدشده توسط قاچاق حیات وحش متفاوت است، تا حدی به دلیل ماهیت غیرقانونی آن. طبق گزارش وزارت امور خارجه ایالات متحده، قاچاق حیات وحش ۷٫۸ تا ۱۰ میلیارد دلار در سال تخمین زده می‌شود. وزارت امور خارجه ایالات متحده همچنین قاچاق حیات وحش را به عنوان سومین تجارت غیرقانونی با ارزش در جهان فهرست می‌کند. ماهیت غیرقانونی این گونه فعالیت‌ها تعیین میزان پول درگیر را بسیار دشوار می‌کند. هنگامی که با چوب و شیلات غیرقانونی در نظر گرفته شود، قاچاق حیات وحش در کنار مواد مخدر، قاچاق انسان و محصولات تقلبی، تجارت غیرقانونی بزرگی است.